# پاچه‌کوه زیلای عیدی
پاچه‌کوه زیلای عیدی یک روستا در ایران است که در دهستان چلو واقع شده‌است. پاچه‌کوه زیلای عیدی ۲۶ نفر جمعیت دارد.